# Sidschilmasa
Koordinaten: 31° 16′ 48″ N, 4° 16′ 48″ W
Sidschilmasa (Zentralatlas-Tamazight ⵙⵉⵊⵉⵍⵎⴰⵙⴰ; arabisch سجلماسة, DMG Siǧilmāsa) war ein Mitte des 8. Jahrhunderts gegründetes Handelszentrum südlich des Hohen Atlas in der marokkanischen Region Drâa-Tafilalet, das Anfang des 19. Jahrhunderts zerstört wurde.

## Lage
Die Ruinen der aus Stampflehm errichteten Bauten liegen etwa zwei bis drei Kilometer außerhalb der heutigen Kleinstadt Rissani, ca. 22 km südlich von Erfoud. Die Ruinen der Stadt erstrecken sich über 8 km Länge und 1–1,5 km Breite am Ostufer des Oued Ziz, dessen Wasser die Gründung der Oasenstadt erst ermöglichte. Er wurde zu einem unbekannten Zeitpunkt umgeleitet, um den Bedürfnissen Sidschilmassas zu dienen. Mehrere solcher Umleitungen sind bekannt, die Überreste der Dämme sind noch erkennbar. Die Tafilalt-Oase umfasst ein Gebiet von etwa 375 km², davon waren 115 km² bebaubares Land Sidschilmasas, das bis zu 30.000 Einwohner zählte. Sie ist damit die größte Einzeloase Marokkos.

## Geschichte

### Gründung durch Banu Midrar (um 750), Handelszentrum

Handelsrouten der Westsahara im Zeitraum 1000–1500. Goldfelder sind hellbraun markiert.

Die Oasensiedlung wurde Mitte des 8. Jahrhunderts gegründet und bildete das Zentrum der Banu Midrar aus dem Berberstamm der Miknasa. Damit ist sie die zweite Gründung des Islams im Maghreb nach dem 670 entstandenen Kairuan in Tunesien. Allerdings ist sie keine Gründung einer orthodox-islamischen Gruppe, sondern sie geht auf Charidschiten zurück, die den übrigen Muslimen als erste Häretiker des Islams galten. Daher war ihr Kontakt zu anderen charidschitischen Gruppen, insbesondere den Rustamiden Nordalgeriens, sehr eng. Die Charidschiten hatten sich 657 von den Umayyaden abgesondert, da sie das Verfahren, durch das der Nachfolger des Religionsgründers Mohammed bestimmt wurde, nicht akzeptierten. Für sie konnte prinzipiell jeder die muslimische Gemeinde (Umma) führen. Sie fanden 757 eine politische Zuflucht in Sidschilmassa, Abu ‘l-Qasim gründete die Midrar. Dem Stadtstaat gelang es, den Goldhandel, der zweijährlich mittels Karawanen die Sahara durchquerte, bis Mitte des 11. Jahrhunderts zu kontrollieren und sich zugleich der Angriffe ihrer sich für rechtgläubig haltenden Nachbarn zu erwehren.
Dazu brauchte die Stadt starke Verteidigungsmittel und tatsächlich nahm die Zitadelle beinahe die Hälfte des Stadtgebiets ein. Die Zitadelle lag im Norden der Stadt und ließ sich 1988 mittels Radiokohlenstoffdatierung auf eine Entstehungszeit zwischen 785 und 875 datieren. Die Gründung erfolgte durch Semgou Ibn Ouassoul, der als Gründer des Stammes der Banu Midrar gilt.
Bis ins 11. Jahrhundert war Sidschilmasa der Ausgangspunkt für die westliche Route des Transsaharahandels und eines der wichtigsten Handelszentren im Maghreb. Durch den Handel mit dem Reich von Ghana erlangte die Stadt einen Wohlstand, der von arabischen Reisenden wie al-Bakri oder al-Muqaddasi mehrfach erwähnt wurde. Getauscht wurden vor allem Luxuswaren aus dem Mittelmeerraum gegen Gold, Elfenbein und Sklaven. Die Karawanen boten die mitgebrachten Waren allerdings nicht in der Stadt selbst an, sondern auf dem Souk Ben Akla, der sich 4 km westlich der Stadt befand, am Westufer des Oued Gheris. Dorthin führte eine fast schnurgerade Straße, dort befand sich auch die Zollstelle von Sidschilmassa. Der einen halben Quadratkilometer große Platz wurde von einer rechteckigen Festung überragt, die sich 90 m von West nach Ost und 80 m von Nord nach Süd erstreckte. Es könnte sich aber auch um eine Karawanserei gehandelt haben. Die Stadt selbst wurde von einer Festung im Norden dominiert und von drei großen Hauptstraßen untergliedert. Sijilmassa selbst war, folgt man der mündlichen Tradition, nicht ummauert, doch war die Oase von einer 4 m hohen Mauer mit vier Toren umgeben. Sie ist in einigen Abschnitten noch in der Landschaft erkennbar. Andererseits berichten die arabischen Gelehrten von einer Mauer, und sie ist gleichfalls archäologisch fassbar. Möglicherweise wurde sie zu einem späteren Zeitpunkt zugunsten der Oasenmauer aufgegeben.

### Unabhängigkeit (um 771–909), Midrariden (ab 823)

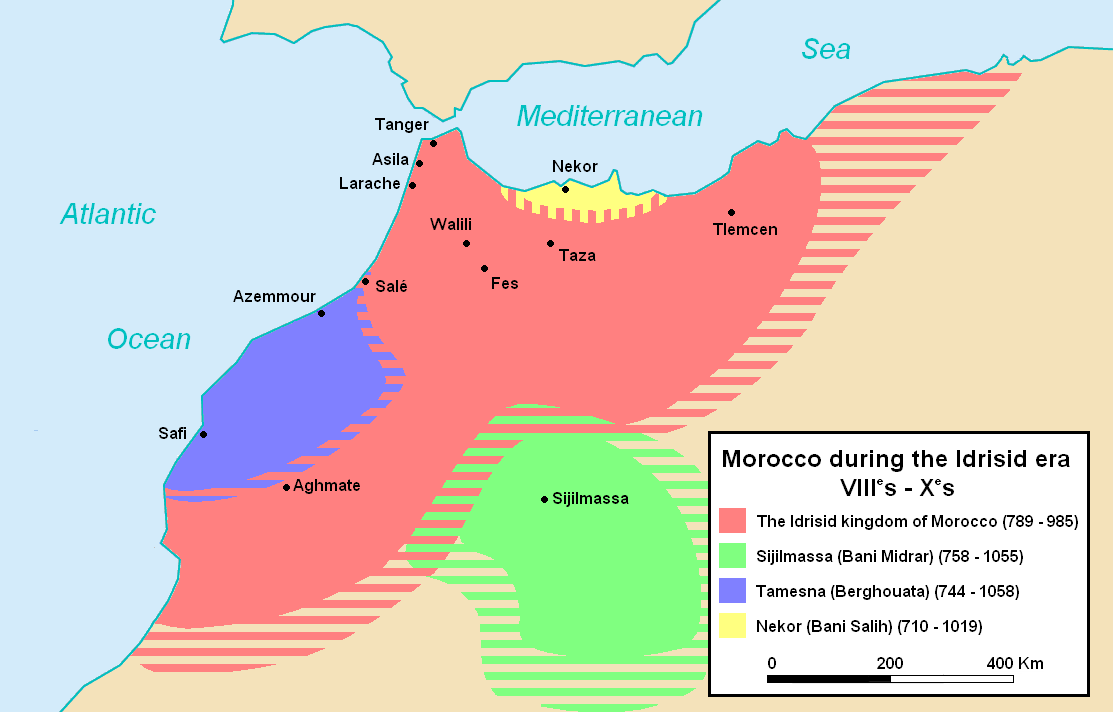
Sidschilmasa mit dem Machtbereich der Midrariden

Gegen die Dynastie der Abbasiden verstärkte sich im Maghreb der Widerstand, insbesondere der Berber, der sich bereits gegen die späten Umayyaden gerichtet hatte. Um 771 erlangte das Handelszentrum de facto seine Unabhängigkeit vom Kalifat der Abbasiden und entwickelte sich zum Zentrum eines charidschitischen Emirats, das ab 823 von der Midrariden-Dynastie (siehe Liste der Midraridenherrscher) regiert wurde und Beziehungen zum Fürstentum der algerischen Rustamiden pflegte.

### Herrschaft der Fatimiden, kurzlebiges Kalifat (953–958)
Auf Grund ihres Wohlstands konnte Sidschilmasa seine Selbstständigkeit lange Zeit behaupten. Wegen der Ferne der Stadt vom abbasidischen Machtbereich wählte sie der Mahdi der ismailitischen Fatimiden, der von den abbasidischen Behörden gesucht wurde, als Zufluchtsort. Er lebte dort von 905 bis 909 als Kaufmann getarnt. Sein Missionar Abū ʿAbdallāh asch-Schīʿī, der in der Zeit zwischen 902 und 909 Ifrīqiya erobert hatte, erschien im Sommer 909 mit seinem Heer vor den Toren von Sidschilmasa und holte den Mahdi ab. Bei dieser Gelegenheit wurde die Stadt eingenommen und geplündert, der Midrariden-Herrscher al-Yasaʿ ibn Midrār floh. Der Mahdi blieb nach seiner Inthronisierung als Kalif noch vierzig Tage in Sidschilmasa und empfing die Huldigungen der Berberstämme der Umgebung. Als Gouverneur von Sidschilmasa setzte der Mahdi den Masālta-Häuptling Ibrāhīm ibn Ghālib ein, der mit 500 Kutāma-Reitern zurückblieb. Die Kutāma-Besatzung konnte sich allerdings nur 50 Tage halten, dann rissen die Midrariden die Macht wieder an sich.
Im Jahre 921 besetzten die Fatimiden aber erneut Sidschilmasa und installierten einen willfährigen Angehörigen des Midrāriden-Hauses als ihren Vasallen, der zur ismailitischen Daʿwa übertrat. 943 bemächtigte sich jedoch ein abtrünniger Midrāride namens Muhammad Ibn Wāsūl der Stadt, trat zum mālikitischen Sunnitentum über und versuchte, sich im Bündnis mit den Umayyaden von Córdoba von den Fatimiden zu lösen. Im Jahre 953 nahm er sogar den Kalifentitel an und führte seitdem den Thronnamen asch-Schākir li-Llāh, den er auch in Gold- und Silbermünzen prägen ließ. Doch wurde die Stadt durch den fatimidischen Heerführer Dschauhar 958 erneut unterworfen.

### Eroberung durch Magrawa (977 oder 980 bis 1054)
Nun wieder auf Seiten der Fatimiden stehend, wurde Sidschilmasa 977 oder 980 vom Berberstamm der Magrawa angegriffen, dessen Anführer Chazrun mit Córdoba verbündet war und die Miknasa aus der Stadt vertrieb. Wie weit der Handel der Stadt um 1000 reichte, zeigte ein 1992 entdeckter Hortfund aus dem jordanischen Akaba. Von den 32 dort entdeckten Goldmünzen stammten 29 aus Sidschilmasa. Sie wurden vor 1013 geprägt.

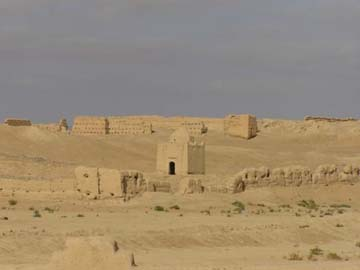
Die mit Steinen versetzten Lehmmauern sind stark verwittert. In der Bildmitte eine Qubba/Marabout

Unter den Banu Chazrun (siehe Liste der Maghrawa-Herrscher von Sidschilmasa) konnte die Stadt ihre Rolle als Handelszentrum zunächst behaupten, doch kam es zunehmend zu Konflikten mit den Sanhadscha, einer berberischen, nomadisch lebenden Stammesgruppe der Sahara. Nachdem Ibn Yasin die Sanhadscha zum Kampfbund der Almoraviden zusammengeschlossen hatte, unterwarfen diese 1054 Sidschilmasa und setzten die rigorose Auslegung des Islams von Ibn Yasin durch.

### Almoraviden, Aufstand und Zerstörung Sidschilmassas (1056)
Gegen diese Herrschaft kam es bereits 1055 zu einem Aufstand, in dessen Verlauf die Almoraviden besiegt wurden und ihr Führer Yahya ibn Umar ums Leben kam. Dessen Nachfolger Abu Bakr ibn Umar schlug den Aufstand im nächsten Jahr nieder und zerstörte Sidschilmasa. Die Bedeutung der Stadt als Handelszentrum ging danach zeitweise zurück, doch blieb sie ein bedeutendes wirtschaftliches Zentrum der nachfolgenden Dynastien. Allerdings hatte dies auch zur Folge, dass sie im Mittelpunkt zahlreicher dynastischer Auseinandersetzungen stand. Zudem gestatteten die Almoraviden erstmals anderen Gruppen, wie den Saadiern des 150 km westwärts gelegenen Draa-Tals, am Goldhandel zu partizipieren. Dennoch erreichte die Bevölkerungszahl mit vielleicht 30.000 ihren Höhepunkt. Diese Zahl dürfte sich bis weit in die Almohadenzeit gehalten haben. Dies dürfte damit zusammenhängen, dass der Ziz umgeleitet und die Landwirtschaft intensiviert wurde.

### Meriniden, Ende der Stadt (1393)
Ibn Battuta war um 1350 noch von Sidschilmassa beeindruckt und beschrieb es als eine florierende Stadt. Als sie jedoch Leo Africanus 1514/15 besuchte, war sie eine riesige Ruine. Merinidische Prinzen kämpften 1331 bis 1333, 1361 bis 1363 und 1387 um die Kontrolle über die Stadt. Nach dem Ende der Meriniden und dem Zerfall in mehrere Reiche entstand im Tafilalt eine Reihe von Ksour, befestigten Lehmstädten, die die Kontrolle über den Saharahandel gänzlich verloren. Zudem kontrollierten die iberischen Mächte zunehmend den Handel, der sich auf den Atlantik verlagerte. Westafrikanisches Gold und die Gewinnung von Silber im Atlas fanden nach wie vor ihr Zentrum im Tafilalt, doch ihre Bedeutung war rückläufig. Es scheint, als habe Sidschilmassas Gouverneur die Bevölkerung geradezu gezwungen in der Stadt zu bleiben. Leo Africanus berichtet, sie habe den Gouverneur umgebracht und sei unter verschiedenen Herren in die Ksur gezogen. Ihre Zahl wuchs auf etwa 350 an. Diese starke Ausweitung mag mit einer neuen Wassertechnik zusammenhängen, den Khettara, die nun auch verstreute Siedlungen zuließen.
Zudem kamen arabische Beduinen in die Oasenstadt, wie die orthodoxen Alaouiten oder die Banu Ma'qil, eine nomadische Gruppe von Arabern, die die Fatimiden aus Ägypten vertrieben hatten. Sie verstärkten den Trend zur Arabisierung, wie unter den Meriniden in ganz Marokko, zu Lasten der berberischen Gruppen. Diese schlossen sich zu einem Bund zusammen, den Aït Atta. Dabei stiegen die Alaouiten vom Roten Meer als Nachkommen Alis zu höchstem Ansehen auf. Daneben spielten nun Heilige (wali Allah oder solih) eine wichtige Rolle, seien sie berberischer oder arabischer Abkunft. Einmal als Heilige anerkannt, wurden sie Scheichs, einige von ihnen gründeten eigene Schulen (zaouias). Dieses Ansehen der Heiligen wurde beinahe erblich. Im politischen Bereich spielten die zahlreichen Juden der Oasenstadt keine Rolle, allerdings im ökonomischen Bereich.
Mit den Alaouiten, die beanspruchten, Nachkommen Mohammeds zu sein, waren im 13. Jahrhundert neue religiöse Führer in den Tafilalt gekommen. Die von Sidschilmassa herbeigeholten Alaouiten, die aus Jubail hergekommen waren, dominierten im 16. Jahrhundert zunehmend die Oase und ließen bald Bewässerungssysteme, Dämme und Kanäle errichten. 1631 schworen die Oasenbewohner der Dynastie ihre Treue. Die Alaouiten versuchten mit militärischen Mitteln den Handel der Oase zu sichern, womit sie bald in die dynastischen Auseinandersetzungen in Marokko gerieten. Schließlich wurden sie die herrschende Dynastie bis heute.
Die für die Versorgung der Heiligen und ihrer Schulen, aber auch für soziale Aufgaben zuständigen Zaouias wurden durch Zuwendungen von Land und Sklaven bald zu den größten Landbesitzern in der Oase. Auch hielten sie die meisten Sklaven, so dass bis heute die Haratin, dunkelhäutige Oasenbewohner, die agrarische Arbeitskraft auf Anordnung sowohl berberischer und arabischer als auch jüdischer Familien stellten. Im Gegensatz zu Sklaven konnten sie aber auch selbst Land erwerben.

### Niedergang und Zerstörung (1816)
Im Jahr 1629 verließ Sidi Ali von Tazeroualt, einer der Marabouts oder Heiligen des Anti-Atlas, die die dort entstandenen Bruderschaften führten, die Stadt, um Richtung Taroudannt zu ziehen, das belagert wurde. Doch kehrte er nicht zurück, so dass im Tafilalt ein Machtvakuum entstand.
Die zeitweilig wirtschaftlich und politisch mächtige Stadt verlor Ende des 18. Jahrhunderts mit dem Rückgang des Karawanenhandels endgültig ihre Bedeutung und wurde 1816 bei einem Angriff von Berbern aus dem Hohen Atlas zerstört. Danach wurden Teile der Stadt als Müllkippe, Friedhof oder Schlachthof benutzt.

## Ruinenstätte
Die aus Stampflehm errichteten Bauten von Sidschilmasa lösen sich allmählich im Wüstensand auf. Lediglich das Grabmal eines lokal verehrten 'Heiligen Mannes' (Marabout) wird noch gepflegt.